# Championnats de France d'athlétisme 1905
Navigation
Championnats 1904 Championnats 1906

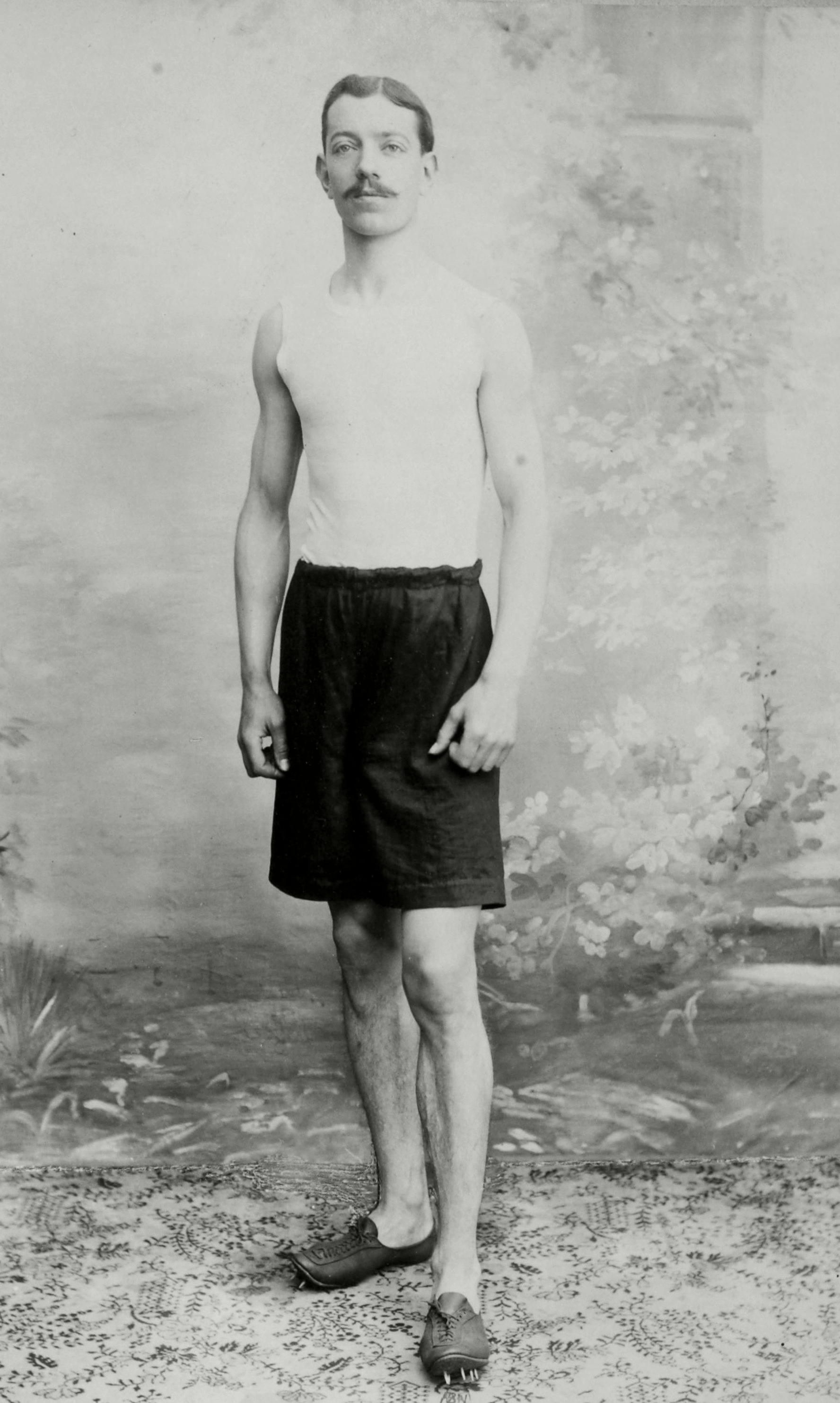
Michel Soalhat en 1905.

Les Championnats de France d'athlétisme 1905, organisés par l'Union des sociétés françaises de sports athlétiques, ont eu lieu le 18 juin 1905 à la Croix-Catelan de Paris. Deux nouvelles épreuves font leur apparition lors de ces championnats : le saut en hauteur sans élan et le saut en longueur sans élan.

## Faits marquants
En raison d'orages précédant la compétition, la piste est lourde et ne permet pas l'obtention de performances spectaculaires. Seul le record de France du lancer du poids est battu par André Tison avec un jet à 12,46 m.

## Palmarès
| Discipline                 | Athlète                      | Performance   |
| -------------------------- | ---------------------------- | ------------- |
| 100 m                      | Géo Malfait                  | 12 s 0        |
| 400 m                      | Géo Malfait                  | 50 s 8        |
| 800 m                      | Michel Soalhat               | 2 min 0 s 2   |
| 1 500 m                    | Michel Soalhat               | 4 min 13 s 4  |
| 110 m haies                | Albert Baget                 | 17 s 2        |
| 400 m haies                | Georges Delmas               | 59 s 2        |
| 4 000 m steeple            | Louis Bonniot de Fleurac     | 13 min 27 s 8 |
| Saut en hauteur            | Émile Papot et Henri Molinié | 1,71 m        |
| Saut en hauteur sans élan  | Henri Bitsch                 | 1,37 m        |
| Saut à la perche           | Fernand Gonder               | 3,60 m        |
| Saut en longueur           | Henri Guttierez              | 6,58 m        |
| Saut en longueur sans élan | Henri Jardin                 | 3,05 m        |
| Lancer du poids            | André Tison                  | 12,46 m       |
| Lancer du disque           | Marius Eynard                | 37,97 m       |